# Cumbria
Cumbria je nemetropolitní hrabství v regionu Severozápadní Anglie. Cumbria se stala hrabstvím roku 1974, skládá se ze šesti distriktů a celková populace činí přibližně 500 tisíc obyvatel.
Územně je to třetí největší hrabství v Anglii. Na západě ho obklopuje Irské moře, na jihu Lancashire, na jihovýchodě North Yorkshire a na východě Durham a Northumberland. Na sever leží Skotsko. Okolo Carlisle se nachází zbytky Hadriánova valu.

## Historie
Název Cumbria je používán už po staletí. Současné hrabství Cumbria bylo vytvořeno roku 1974 z oblastí bývalých administrativních hrabství Cumberland a Westmorland, cumberlandského distriktu Carlisle a ze Západního yorkshirského ridingu.

## Správní členění
Hrabství se skládá z šesti distriktů: 
1. Barrow-in-Furness
2. South Lakeland
3. Copeland
4. Allerdale
5. Eden
6. City of Carlisle

K mnoha administrativním účelům je Cumbria rozdělena do tří oblastí – Východní, Západní a Jižní. Východní Cumbria jsou distrikty Carlisle a Eden, Západní Cumbrii tvoří distrikty Allerdale a Copeland a Jižní Cumbria má distrikty South Lakeland a Barrow. V lednu roku 2007 přišla Rada hrabství s návrhem na založení nové unitary Rady Cumbria, který byl předložen na Department for Communities and Local Government. Tento návrh byl ale zamítnut.

## Hospodářství
Níže je tabulka uvádějící strukturu hospodářství ve Východní Cumbrii. Hodnoty jsou v milionech liber šterlinků.
| Rok  | Přidané hodnoty | Zemědělství | Průmysl | Služby |
| ---- | --------------- | ----------- | ------- | ------ |
| 1995 | 2,679           | 148         | 902     | 1,629  |
| 2000 | 2,843           | 120         | 809     | 1,914  |
| 2003 | 3,388           | 129         | 924     | 2,335  |

Níže je tabulka uvádějící strukturu hospodářství v Západní Cumbrii. Hodnoty jsou v milionech liber šterlinků.
| Rok  | Přidané hodnoty | Zemědělství | Průmysl | Služby |
| ---- | --------------- | ----------- | ------- | ------ |
| 1995 | 2,246           | 63          | 1,294   | 888    |
| 2000 | 2,415           | 53          | 1,212   | 1,150  |
| 2003 | 2,870           | 60          | 1,420   | 1,390  |

## Sport
Carlisle United FC je jediný profesionální fotbalový tým v Cumbrii a momentálně hraje v League One. Barrow AFC a Workington AFC jsou další známé neligové týmy, které byly vyloučeny z Football League v sedmdesátých letech.
Rugby league je velmi populární sport v Západní Cumbrii. Whitehaven RLFC, Workington Town a Barrow Raiders soutěží v národních ligách. Rugby union je velmi populární na východě s týmy jako Carlisle RUFC, Kendal RUFC, Kirkby Lonsdale RUFC, Keswick RUFC, Upper Eden RUFC a Penrith RUFC.
Velkou tradici má v hrabství také zápas.

## Zajímavá místa
| - Abbot Hall Art Gallery - Bassenthwaite Lake - Bewcastle - Black Combe - Brantwood - Brough Castle - Brougham Castle - Brougham Hall - Broughton in Furness - Buttermere - Cartmel Priory - Carlisle Castle - Carlisle Cathedral - Castlerigg Stone Circle - Cockermouth - Coniston Water - Crummock Water - Dalton Castle - Derwent Water - Dock Museum - Egremont Castle - Ennerdale Water - Fell Foot Park - Firbank Fell - Fisher Tarn Reservoir - Furness - Furness Abbey - Haig Colliery Mining Museum - Harrison Stickle - Hadrian's Wall - Hartley Castle - Haweswater - Hoad Monument | - Hodbarrow Nature Reserve - Holker Hall - Kendal Castle - Kentmere - Killington Reservoir - Kirkby Lonsdale - Lakeside & Haverthwaite Railway - Lanercost Priory - Laurel & Hardy Museum - Levens Hall - Millom - Millom Folk Museum - Museum of Lakeland Life - National Nature Reserves in Cumbria - Penrith Castle - Piel Island - RAF Millom Museum - Rheged - Rydal Water - Seathwaite Tarn - Sellafield Nuclear Reprocessing Facility - Silecroft - Sizergh Castle & Garden - South Lakes Wild Animal Park - Staveley - Swarthmoor Hall - Thirlmere - Ullswater - Ulverston - Vickerstown - Wast Water - Whitehaven - Whinfell Forest - Windermere Steamboat Museum |